# Rebekka Mathew
Rebekka Mathew (født 16. juli 1986 i Grenaa) er en tidligere dansk barnestjerne og medlem af gruppen Creamy.
Hun er søster til Andreas Mathew, Maria Mathew, Sabina Mathew og Simon Mathew som hun i øvrigt spiller sammen med i gruppen Mathews. Hun er født i Grenaa og opvokset i Hirtshals.
Rebekka og Simon indspillede den danske version af High School Musical 2 sangen; "You Are the Music in Me" – på dansk "Du er mit livs melodi" og High School Musical 3 "Lige nu og her" – på dansk. Rebekka spiller desuden en af hovedrollerne som Gabriella Montez i Fredericia Teaters opførelse af High School Musical.